# Неве-Давид
Неве-Давид (ивр. נווה דוד‎, ранее назывался " Лагерь Давида ") — микрорайон в составе района Западная Хайфа. Расположен на южном въезде в Хайфу по шоссе 4. С северной стороны микрорайон граничит с микрорайоном Шаар ха Алия, с восточной стороны — с районом Рамат-ха-Наси, а с южной стороны — с кладбищами Хайфы и поселением арабов-ахмадие Кфар-Самир. Большинство улиц названы в честь царей Иудеи и Израиля, как они упоминаются в Танахе.

## История района
К югу от района, на выходе ручья Сиах на прибрежную равнину, находится доисторический археологический памятник Неве-Давид, где проводились исследования геометрической кебарской культуры. Группы охотников-собирателей основали здесь стоянку примерно 18 000-15 000 лет назад.
В апреле 1951 года, недалеко от лагеря абсорбции Шаар-ха-Алия, был основан транзитный лагерь (лагерь иммигрантов), служивший центральным транзитным лагерем для иммигрантов, прибывших в порт Хайфы в ходе массовой иммиграции. В октябре 1951 года в транзитном лагере проживало около 5000 человек, из них около 60 % — выходцы из Румынии и европейских стран, а также около 40 % — выходцы из Ирака. Лагерь отличался высокой долей проживавших там евреев-ашкеназов. Жители жили в хижинах и палатках. В конце 1952 года после пожара, в котором заживо сгорели трое детей, жителям лагеря было предложено жильё в одном из районов Хайфы, но они потребовали жильё именно на этом месте, что было проблематично, поскольку лагерь был построен на частной земле, принадлежавшей арабским жителям Израиля. В 1955 году Голда Меир объявила о программе расселении всех, кто живёт в лачугах и бараках, назначив срок — конец 1955 года. В конце 1955 года в транзитном лагере проживало около 900 семей. В 1956 году государственная жилищная компания Амидар начала строительство 500 квартир для жителей лагеря. К сентябрю 1956 года в лагере проживало около 600 семей, к ноябрю 1957 года — 490 семей. В ноябре 1958 года тогдашний мэр Хайфы Абба Хуши отчитался, что около 800 семей покинули лагерь, 440 семей переехали в жилой комплекс, построенный недалеко от лагеря, 40 семей должны были вскоре переехать в жилые дома, а 140 семей остались в лагере, и для них не было найдено решения. В конце 1961 года сообщалось, что лагерь был закрыт.
В 1958 году для жителей лагеря был создан район «Лагерь Давида», названный в честь капитана Давида Казштекера, командира 22-й пехотной дивизии бригады Кармели, который погиб в битве за Хайфу. Спустя годы название было изменено на «Неве-Давид». Помимо эвакуированных с местных лагерей, сюда также доставлялись эвакуированные с более отдаленных лагерей (Кирьят-Биньямин). В 1963 году на развитие района, в котором до этого не было ни детских площадок, ни общественных садов, было выделено 600 000 лир.
Социально-экономический профиль района Неве-Давид относительно низкий. В конце 1970-х годов, в рамках проекта по восстановлению района, некоторые дома в районе были отремонтированы. Микрорайон начал расширяться, поднимаясь на гору Кармель, так к району были добавлены три улицы, самая высокая улица была названа в честь царицы Эстер (она граничит с горой Кармель и поэтому с верхней стороны не соединена ни с каким другим районом Хайфы).
На протяжении многих лет властям предъявлялись различные обвинения относительно состояния района.
В 1994 году, во время каденции мэра Амрама Мицны, жители, при поддержке экологических организаций, вели борьбу против строительства башен Carmel Beach Towers, угрожавших закрытием им вида на море, выхода на пляж, занятием общественного участка пляжа. Борьба была частично безуспешной, и в конечном итоге некоторые из запланированных башен были возведены, с небольшими изменениями, внесенными в первоначальный план фактически построенных зданий.
В 2011 году недалеко от Неве-Давид был основан новый квартал Рамат-ха-Наси, в который было вложено много ресурсов.
В 2016 году было получено разрешение от районного комитета по планированию и строительству на первый проект реконструкции, который муниципалитет Хайфы начал продвигать ещё в 2006 году. Территории, которые не были восстановлены благодаря планам реконструкции, были включены в «Генеральный план обновления прибрежных районов» HF/2350. В сентябре 2020 года был опубликован для утверждения план реконструкции на улице Царя Соломона (ивр. שלמה המלך‎, «Шломо́ ха-Ме́лех»), который включал снос около 200 единиц жилья в 17 различных зданиях и строительство около 1200 единиц жилья в 12 высотных зданиях, площадей под общественные здания и общественных зон для садов и торговли.

## Муниципальные и государственные услуги

### Религиозные службы
В Неве-Давид действуют около шести синагог, женская миква и дом Хабада. В прошлом раввином района был раввин Мордехай Бен-Назри, но после его выхода на пенсию эта должность оставалась вакантной. Также по соседству находится комплекс кладбищ Хайфы, который используется для захоронений в соответствии с конфессиональной и религиозной принадлежностью, и военное кладбище города Хайфа.

### Социальные услуги
В районе Неве-Давид есть общественный центр, который проводит общественные занятия и конференции, а также управляет молодёжным отделением. В районе также активны члены скаутского движения, которые отслужили год перед призывом в Армию обороны Израиля (возобновили свою деятельность в 2002 году).  Кроме того, в районе был разбит общественный огород, расположенный за школой Корчака, с частными грядками, где жители выращивают собственную продукцию. В саду проводятся обучающие семинары в области городского сельского хозяйства, дни приготовления блюд из выращенных местными жителями культур, посадки растений на праздник Ту би-Шват и многое другое.

### Медицинские услуги
В Неве-Давид работает поликлиника «Клалит». Социальные услуги также предоставляются в сотрудничестве с Департаментом социальных служб муниципалитета Хайфы. Кроме того, стоматологические услуги предоставляются в общественной клинике, которой управляет Институт непрерывного стоматологического образования, по субсидированным ценам для жителей района и жителей города, направленных муниципальными службами социального обеспечения для получения лечения по сниженной цене. В доме престарелых от компании «Амигур» предоставляется социальное жильё. Функционирует центр Яд Сара, где жителям района предоставляется медицинское оборудование.

### Образование
В районе есть детские сады, в том числе дошкольное учреждение WIZO, по соседству находится развивающий детский сад «Милуа» — детский сад, где дети знакомятся с произведениями искусства, изучают художественный язык, изучают приемы работы и экспериментируют с разнообразными материалами, адаптированными для дошкольников. В Неве-Давид находится начальная школа «Нирим», «Школа имени Януша Корчака», и школа «Офрим» для детей с особыми потребностями. В 2014 году открылся Технологический центр сети средних школ Атид, который и предназначен для учащихся сети, изучающих технологии и приезжающих туда для участия в практических занятиях. В 2018 году в здание Технологического центра переехала школа Басмат (название изменено на «Новая басмат»).

### Отдел реабилитации Министерства обороны
На северном въезде в микрорайон находится здание Отдела реабилитации Министерства обороны округа Хайфа. В здании размещаются районная администрация, Отдел реабилитации инвалидов, Департамент медицинского обслуживания Министерства обороны, Отдел социального обеспечения инвалидов Министерства и Служба занятости.

### Сад мальчиков
В память о жителях Хайфы, проживавших в западной части города и павших в израильских войнах и боевых действиях, в этом районе был разбит общественный парк. Парк был создан в 1990-х годах, в его верхней части обустроена детская площадка, от которой две дорожки ведут к памятнику, воздвигнутому в память о павших и расположенному в нижней части парка. Хотя Нападение на ресторан «Максим» произошло рядом с микрорайоном, однако жертвы нападения не увековечены в этом памятнике, поскольку на перекрестке был установлен отдельный памятник в память о жертвах нападения.

## Кфар Самир
Первоначально поселение Кфар- Самир располагалась на берегу моря в центральной части напротив нынешнего пляжа Дадо. Название Самир изначально произошло от самаритян, которые, вероятно, также жили в этой местности после вавилонского плена. Сегодня деревня Самир расположена в устье Нахаль Сиах, населена жителями-ахмадим и относится к микрорайону Неве-Давид. В верхней части поселения, выше по течению Нахаль Сиах есть два источника, которые не пересыхают круглый год. Верхний источник связывают с пророком Илией, поэтому его посещает много людей, особенно во время праздников Тишрей.